# Anthony Saliu Sanusi
Anthony Saliu Sanusi (* 2. Januar 1911 in Iperu, Nigeria; † 7. Dezember 2009 in Nigeria) war ein nigerianischer Geistlicher und römisch-katholischer Bischof von Ijebu-Ode.

## Leben
Anthony Saliu Sanusi empfing die Priesterweihe am 17. Dezember 1944 in Lagos in Nigeria.
Am 29. Mai 1969 wurde er von Paul VI. zum ersten Bischof des neu gegründeten Bistums Ijebu-Ode ernannt. Papst Paul VI. selbst spendete ihm am 1. August 1969 die Bischofsweihe in Kampala. Mitkonsekratoren waren der Sekretär der Kongregation für die Evangelisierung der Völker und spätere Kurienkardinal Sergio Pignedoli und der Erzbischof von Kampala und spätere Kardinal Emmanuel Kiwanuka Nsubuga.
Nach dem Tode von John Kwao Amuzu Aggey 1972 war er zudem Apostolischer Administrator des Erzbistums Lagos. Seinen altersbedingten Rücktritt nahm Papst Johannes Paul II. am 14. August 1990.
Bischof Sanusi, genannt Baba, errichtete in seinem Bistum Ijebu-Ode sechs weiterführende Schulen sowie 46 Grundschulen, die alle später kostenlos in den Besitz des Staates übergingen. Fünf private Grundschulen sowie zwei weiterführende Schulen blieben in kirchlicher Hoheit, zudem die beiden von ihm initiierten Krankenhäuser. Er war Initiator der Missionary Society of St. Paul (MSP).
Er war zum Zeitpunkt seines Todes der fünftälteste Bischof der katholischen Kirche und ältester Bischof in Nigeria.